# Sarumrit
Sarumriten, även kallad Sarum Use, var en variant av den romerska riten som fastställde hur andaktsutövning skulle ske, inklusive nattvarden och tidegärden. Den infördes av Sankt Osmund, biskop i Salisbury under 1000-talet  och utgjorde ursprungligen den gudstjänstordning som användes i katedralen i Salisbury och Salisburys stift. Den blev därefter förhärskande i hela södra England, kom sedan att användas i större delen av England, Wales, Irland och ännu senare även i Skottland tills drottning Maria tillträdde tronen.  Även om Sarumriten kom ur bruk under 1500-talet utgjorde den en märkbar påverkan på den anglikanska liturgin så som den fastställts i den allmänna bönboken. Intresset för Sarumriten har varierat, men försök att återinföra den har inte mötts av någon större framgång.